# Deutsche Botschaft Cotonou
Die Deutsche Botschaft Cotonou ist die offizielle diplomatische Vertretung der Bundesrepublik Deutschland in der Republik Benin.

## Lage und Gebäude
Die Botschaft befindet sich im Department Littoral und liegt unweit des Hafens im Zentrum der Hauptstadt von Benin, Cotonou. Die Anschrift lautet:  1438, Avenue Pape Jean Paul II, Cotonou.
Im Jahr 2017 wurde ein Architektenwettbewerb für den Neubau der Kanzlei der Botschaft mit verbundener Residenz ausgeschrieben. Das Auswärtige Amt beschaffte als besonderes Ausstattungsobjekt für die Botschaft die über 2 m große Skulptur „Verbundenheit“.
Über die an der Atlantikküste verlaufende Nationalstraße RNIE 1 sind es in östlicher Richtung 34 km zur Grenze mit Nigeria und in westlicher Richtung 100 km zur Grenze mit Togo. Der internationale Flughafen von Cotonou (Aéroport International „Cardinal Bernardin Gantin“ de Cotonou) liegt 4 km westlich der Botschaft.

## Organisation und Aufgaben
In der Botschaft werden die Sachgebiete Politik, Wirtschaft, Kultur und Bildung sowie Entwicklungszusammenarbeit bearbeitet. Benin ist ein Schwerpunktland der deutschen entwicklungspolitischen Zusammenarbeit.
Der Militärattachéstab an der Botschaft Abuja (Nigeria) ist auch für Benin zuständig.
Ferner besteht ein Referat für Rechts- und Konsularangelegenheiten, in dem deutschen Staatsangehörigen konsularische Dienstleistungen zur Verfügung stehen. In der Visastelle der Botschaft können sowohl Schengen-Visa als auch nationale Visa (Aufenthaltsdauer über 90 Tage) beantragt werden.

## Geschichte
Am 1. August 1960 wurde Benin von der Kolonialmacht Frankreich als Republik Dahomey in die Unabhängigkeit entlassen. Die Botschaft der Bundesrepublik Deutschland wurde am 15. Oktober 1962 eröffnet. Das Gastland änderte im Jahr 1975 seinen Namen in Republik Benin.
Am 14. September 1973 nahm Benin diplomatische Beziehungen mit der DDR auf. Es entstand jedoch keine Botschaft der DDR in Cotonou; die Botschafter der DDR in Lagos (Nigeria) waren in Benin nebenakkreditiert.